# 長野県道330号奉納中土停車場線
長野県道330号奉納中土停車場線（ながのけんどう330ごう ぶのうなかつちていしゃじょうせん）は、長野県北安曇郡小谷村を走る一般県道。

## 概要

### 路線データ
- 起点：北安曇郡小谷村大字中土字奉納
- 終点：北安曇郡小谷村大字中土（大糸線 中土駅）

## 接続・交差する道路
- 国道148号

## 周辺
- 奉納温泉
- 大糸線 中土駅